# La Révolution française (opéra-rock)
Pour les articles homonymes, voir La Révolution française.
La Révolution française est une comédie musicale présentée comme le premier « opéra rock » français de Claude-Michel Schönberg et Raymond Jeannot, livret d'Alain Boublil et Jean-Max Rivière, évoquant, dans différents tableaux musicaux, les grandes dates de la Révolution française. D'abord conçu pour le disque en double album sorti en 1973 chez Vogue, son succès incite ensuite les auteurs à le monter en spectacle musical au Palais des sports de Paris la même année, repris un an plus tard au théâtre Mogador.

## Argument
Avec la Révolution française pour toile de fond, l'histoire fictive des amours impossibles entre Charles Gauthier, un fils de boutiquier (maroquinier depuis 1743) devenu député de Paris pour le Tiers-État, et une jeune aristocrate, Isabelle de Montmorency, contrainte de fuir avec la famille royale...

## Fiche technique
- Livret et paroles : Alain Boublil et Jean-Max Rivière
- Musique : Claude-Michel Schönberg et Raymond Jeannot
  - Arrangements : Jean-Claude Petit et Martin Circus
- Scénographie, décors et costumes : Gilles Nicolini et Jean-Pierre Clech

## Distribution originale (album)
- Antoine : le général Napoléon Bonaparte[1]
- Cyril Azzam : le général Kellermann
- Alain Bashung : Robespierre[1]
- Jean Bentho : Monsieur de La Fayette, conseiller du Roi
- Françoise Boublil : Charlotte Corday
- Les Charlots : les prêtres
  - Gérard Rinaldi[2] : Talleyrand
- Noëlle Cordier : Isabelle de Montmorency
- Mario d'Alba : un conseiller du roi / un crieur de journaux / un gardien de prison
- Franca di Rienzo : Marie-Antoinette
- Les Enfants de Bondy : les enfants du roi (Louis et Marie-Thérèse)
- Raymond Jeannot : un crieur de journaux
- Gérard Layani : la Terreur (soliste)
- Martin Circus (Gérard Blanc, Alain Pewzner, René Guérin, Sylvain Pauchard, Bob Brault) : les députés du Tiers-État
  - Gérard Blanc[3] : Danton
- Jean-François Michael : les Chouans (soliste)
- Jean-Max Rivière : Marat
- Jean-Pierre Savelli : Charles Gauthier
- Claude-Michel Schönberg : Louis XVI
- Jean Schultheis : Antoine Fouquier-Tinville
- Système Crapoutchik (Gérard Kawczynski, Christian Padovan, André Sitbon, Jean-Pierre Alarcen, Jean-Pierre Sabard) : la Noblesse, la Terreur
- Élisabeth Vigna : Madame Sans-Gêne
- Guy et Daniel Balavoine : choristes pour le clergé

## Discographie
Il existe deux versions discographiques de l'œuvre : 
- le double album d'origine sorti chez Vogue en 1973 ;
- le triple album noir et or, plus étoffé, sorti en 1977.

### Première version (1973)
L'album original contient un livret de seize pages dont douze pages de bandes dessinées de Bernard Monie avec les paroles des chansons. Le disque a été réédité plusieurs fois par la suite, comme en 1989 à l'occasion du bicentenaire de la Révolution.
Titres
1. Ouverture - Chœurs
2. Les États généraux (5 mai 1789) :
Le Roi - Louis XVI
La Noblesse - Chœurs[4]
Le Clergé - Chœurs
Le Tiers-État - Les députés du Tiers-État[5]
3. Charles Gauthier (mai 1789) - Charles Gauthier
4. À Versailles (14 juillet 1789) - Les enfants du roi et Louis XVI
5. Retour de la Bastille : Français, Français - Robespierre et Chœurs / Il s'appelle Charles Gauthier - Isabelle de Montmorency
6. À bas tous les privilèges (nuit du 4 août 1789) - Chœurs[5]
7. Déclaration des droits de l'homme et du citoyen (26 août 1789) - Charles Gauthier
8. Ça ira, ça ira ! (5-6 octobre 1789) - Louis XVI, La Fayette, un conseiller et chœurs
9. Quatre saisons pour un amour - Isabelle de Montmorency
10. Serment de Talleyrand (12 juillet 1790) / Fête de la Fédération (14 juillet 1790) - Talleyrand et chœurs[6]
11. Crieurs de journaux (21 juin 1791) / La patrie est en danger (11 juillet 1792) - Danton et chœurs[5]
12. L'Exil (10 août 1792) - Charles Gauthier et Isabelle de Montmorency
13. Valmy (20 septembre 1792) / Proclamation de la République (21 septembre 1792) - Général Kellermann et chœurs
14. C'est du beau linge, mon général - Madame Sans-Gêne, Général Bonaparte et chœurs
15. Le Procès de Louis XVI : Réquisitoire (10 décembre 1792) - Fouquier-Tinville
16. Louis XVI / Exécution (21 janvier 1793) - Louis XVI et chœurs
17. Chouans, en avant ! (juin 1793) - Les Chouans
18. La terreur est en nous - Chœurs[4]
19. L'Horrible Assassinat du citoyen Marat par la perfide Charlotte Corday (13 juillet 1793) - Marat et Charlotte Corday
20. Fouquier-Tinville
21. Au petit matin (25 vendémiaire an II / 16 octobre 1793) - Marie-Antoinette
22. Que j'aie tort ou que j'aie raison (16 germinal an II / 5 avril 1794) - Robespierre et chœurs
23. La Fête de l'Être suprême (20 prairial an II / 8 juin 1794) - Robespierre et chœurs
24. La Prison - Le gardien et Isabelle
25. Révolution (final) - Charles et Isabelle

Les numéros musicaux se répartissent ainsi sur le double album original :
- 1-5 : Disque 1, face 1
- 6-10 : Disque 2, face 1 (2)
- 11-16 : Disque 2, face 2 (3)
- 17-25 : Disque 1, face 2 (4)

### Deuxième version (1977)
- Le passage consacré à l'assassinat de Marat par Charlotte Corday a été totalement réécrit. D'intermède léger dans la première version, il devient dans la seconde un passage d'opéra à trois voix entre Charlotte, Marat (qui chante longuement le poignard planté en plein cœur) et la servante de ce dernier.
- Une nouvelle scène a été ajoutée : un dialogue d'affrontement entre Charles Gauthier et Robespierre, dont chaque vers est une réplique d'un personnage.

### Enregistrements
- 1973 : double album (LDM 30166 ou LD 30166 / VG 308 430166 sans livret)
- 1977 : coffret trois disques (VG603 ou C.V.U. 316)
- 1985 : édition en CD par Exallshow Ltd. (OCR CD6006 sans livret)
- 1987 : première réédition en CD des vingt-quatre titres originaux (VG 651-600 146)
- 1989 : réédition spéciale « Bicentenaire de la Révolution Française » (PM 524 310 296 sans livret / K7 PM 417 110 296)
- 2000 : réédition en version simple et luxe par (Anthology's B00004ZBMN / ANT201018 - 062362 coffret luxe / ANT201019 - 3062412 simple)
- 2007 : réédition de la version luxe par le label Anthology's
- 2012 : réédition de la version simple avec livret par le label Anthology's (FGL)

## Revival de 2024

### Genèse
Cinquante ans après le spectacle original, le producteur Pierre-Ammar Chalal décide de remonter l'opéra-rock. Ce dernier est alors tombé dans un oubli relatif ; en effet, aucune équipe professionnelle ne s'est penchée sur La Révolution française depuis les années 1970. Plusieurs personnages féminins sont ajoutés au spectacle, notamment la figure allégorique de Marianne.
Le spectacle a pour particularité de présenter une troupe multidisciplinaire : certains chanteurs sont également musiciens. La distribution regroupe en tout vingt-cinq interprètes.
L'opéra-rock se joue du 5 mai au 8 juin 2024, au théâtre le Treizième Art.

### Fiche technique[11]
- Livret et paroles : Alain Boublil et Jean-Max Rivière
- Musique : Claude-Michel Schönberg et Raymond Jeannot
- Direction musicale : Raphaël Sanchez
- Production : Pierre-Ammar Chalal
- Mise en scène : Ned Grujic
- Assistante mise en scène : Laure-Marie Harant
- Lumière : Alexandre Delabie
- Son : Simon Ortega
- Décors : Christophe Simonnet et les Ateliers Décors
- Costumes : Magali Perrin-Toinin
- Chorégraphie : Amélie Foubert

### Distribution[11]
- Pierre Étienne : Charles Gauthier
- Marion Perronnet : Isabelle de Montmorency
- Matthieu Vinel : Louis XVI
- Julie Denn : Marie-Antoinette
- Lucie Wendremaire : le Dauphin / Révolutionnaire / batteuse
- Anne-Flore Roublique : la Dauphine
- Remi Torrado : Charles-Maurice de Talleyrand-Périgord
- Margaux Le Dorze : Olympe de Gouges
- Thomas Roditi : Danton / Charette
- Laurine Dalbin : Théroigne de Méricourt
- Henri Pauliat : Marat
- Romane Pollet : Simone Evrard (Mme Marat)
- Sébastien Duchange : Robespierre / bassiste
- Madison Golaz : Pauline Léon / le Chambellan du Roi / batteuse
- Émilien Marion : Camille Desmoulins / Napoléon Bonaparte
- Clara Poirieux : Marianne
- Billy Boguard : Antoine Fouquier-Tinville
- Diane Fourès : Charlotte Corday
- Cindy Renou : Madame Sans-Gêne
- Antonin Holub : le gardien de prison